# Rhizochilus
Rhizochilus is een geslacht van weekdieren uit de klasse van de Gastropoda (slakken).

## Soort
- Rhizochilus antipathum Steenstrup, 1850